# شهرداری سوونگ
شهرداری سوونگ (به لاتین: Suong Municipality) یک منطقهٔ مسکونی در کامبوج است که در Tbong Khmum Province واقع شده‌است. شهرداری سوونگ ۲۹٬۷۶۱ نفر جمعیت دارد و ۲۹ متر بالاتر از سطح دریا واقع شده‌است.